# Dorycnium axilliflorum
Dorycnium axilliflorum là một loài thực vật có hoa trong họ Đậu. Loài này được Hub.-Mor. miêu tả khoa học đầu tiên.